# نوفا تيباس
نوفا تيباس بلدية في ولاية بارانا في المنطقة الجنوبية من البرازيل.